# Psiphon
Psiphon — бесплатное и открытое программное обеспечение для обхода Интернет-цензуры, которое использует комбинацию безопасных коммуникационных и обфускационных технологий, таких как виртуальная частная сеть (VPN), SSH и веб-прокси. Psiphon представляет собой централизованно управляемую и географически разнообразную сеть тысяч прокси-серверов, использующих производительную архитектуру маршрутизации с одиночным и множественным переходом.
Psiphon разработан специально для поддержки пользователей в странах, которые считаются "врагами Интернета". Кодовая база разрабатывается и поддерживается Psiphon, Inc., которая разрабатывает системы и технологии для помощи интернет-пользователям в обходе систем фильтрации контента, используемых правительствами для наложения цензуры на Интернет.
Оригинальная концепция Psiphon (версия 1.0) была разработана Citizen Lab при Университете Торонто на основе предыдущих поколений программного обеспечения для веб-прокси, таких как «Safe Web» и систем «Anonymizer».
В 2007 году была создана компания Psiphon, Inc. в качестве независимой корпорации Онтарио, занимающейся разработкой передовых систем и технологий для обхода цензуры. Psiphon, Inc. и Citizen Lab при Munk School of Global Affairs, Университета Торонто время от времени сотрудничают над исследовательскими проектами в рамках партнерства Psi-Lab.
На данный момент Psiphon включает в себя три отдельных, но связанных проекта с открытым исходным кодом:
3.0 — облачная система туннелирования времени выполнения.
2.0 — облачная безопасная прокси-система.
1.0 — оригинальное программное обеспечение для домашнего сервера (выпущено Citizen Lab в 2004 году, переписано и запущено в 2006 году). Psiphon 1.X больше не поддерживается Psiphon, Inc. или Citizen Lab.

## История

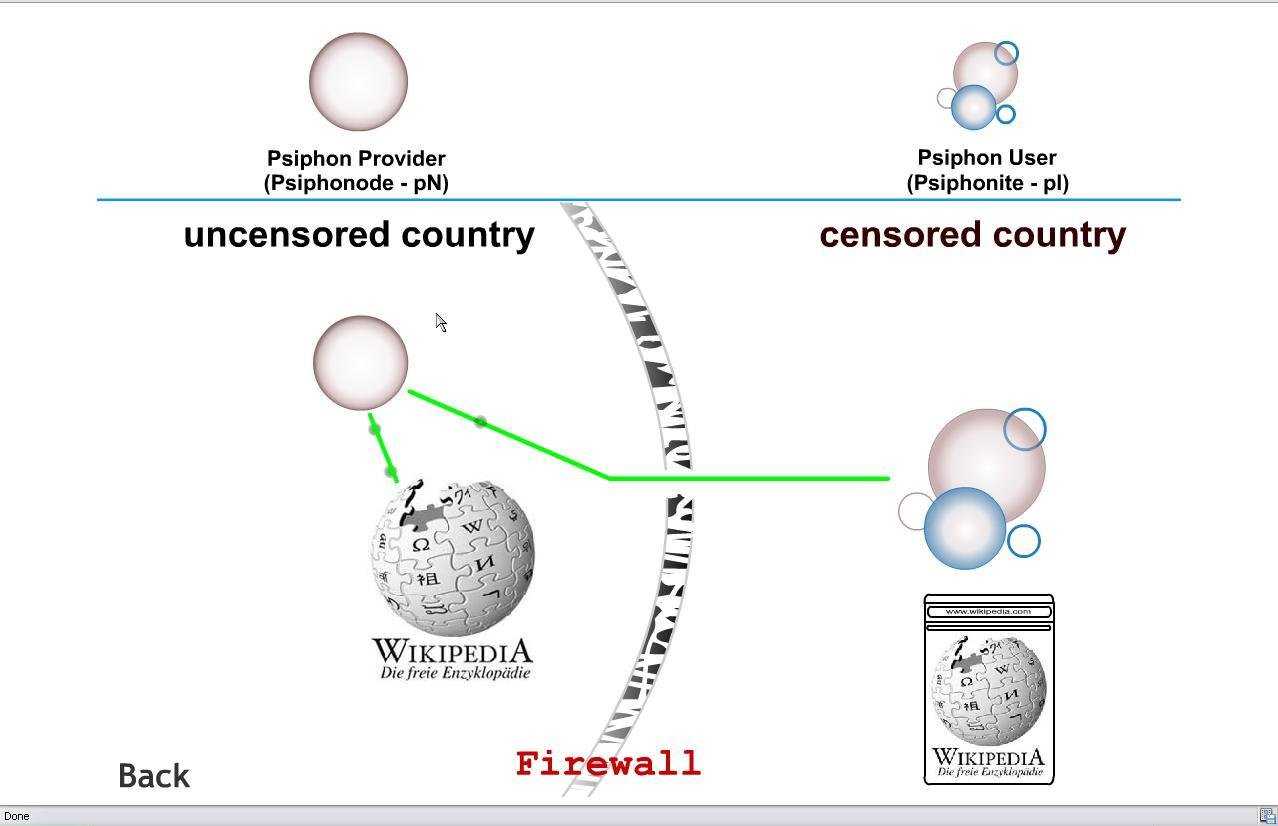
Как Psiphon обходит блокировки и цензуру

Оригинальная концепция Psiphon предполагала создание простого в использовании и легкого веб-прокси, предназначенного для установки и использования отдельными пользовательскими компьютерами, которые затем могли бы предоставлять частные соединения для друзей и семьи в странах, где Интернет подвергается цензуре. Согласно Нарт Вилленёву, "Идея заключается в том, чтобы установить это на свой компьютер и передать местоположение этого обходчика людям в фильтруемых странах по самым надежным средствам. Мы пытаемся создать сеть доверия среди людей, которые знают друг друга, а не большую техническую сеть, к которой люди могут просто подключиться." Psiphon 1.0 был запущен Citizen Lab 1 декабря 2006 года в качестве программного обеспечения с открытым исходным кодом.
В начале 2007 года Psiphon, Inc. была создана как канадская корпорация, независимая от Citizen Lab и Университета Торонто. Оригинальный код (1.6) был предоставлен по лицензии GNU General Public License. В 2008 году Psiphon была удостоена премии Netexplorateur Французского сената. В 2009 году Psiphon была признана лучшей новой медиа-платформой в рамках премии The Economist, вручаемой Index on Censorship. В 2011 году Psiphon 1.X была официально прекращена и более не поддерживается Psiphon, Inc. или Citizen Lab.
В 2008 году Psiphon, Inc. получила два подгранта от проектов SESAWE (Open Internet), реализуемых Internews. Финансирование осуществлялось Европейским парламентом и программой Internet Freedom Департамента государственного департамента США, администрируемой Бюро демократии, прав человека и труда (DRL). Целью этих грантов было развитие Psiphon в масштабируемое решение для обхода цензуры, способное поддерживать большое количество пользователей в разных географических регионах. Основная команда разработчиков включала группу опытных инженеров-специалистов по безопасности и шифрованию, ранее разработавших систему безопасного управления документами Ciphershare.
В 2010 году Psiphon, Inc. начала оказывать услуги Broadcasting Board of Governors (США), Министерства иностранных дел США и British Broadcasting Corporation. Согласно данным на 2015 год, Psiphon, Inc. работала на основе доходов, полученных от коммерческой деятельности.
Коммуникация через Psiphon сыграла важную роль в освещении СМИ белорусских протестов 2020 года.
В 2012 году Psiphon, Inc. начала разработку мобильной версии Psiphon 3 для использования на телефонах под управлением Android.
В 2021 году ежемесячная база пользователей выросла с 5 000 до более 14 миллионов из-за протестов в Мьянме. Предполагается, что причиной этого является государственная цензура многих других социальных медиа-сайтов. Во время кубинских протестов 2021 года более миллиона протестующих начали использовать этот инструмент после блокировки правительством многих социальных медиа-сайтов. Программное обеспечение имеет от 25 тыс. до 40 тыс. пользователей в Сирии, а также около 150 тыс. в Иране.

## Критика
Недостатки Psiphon, отмеченные авторитетными источниками, включают в себя: медленное соединение (2 Мбит/сек), использование протокола SSH вместо более надёжных видов подключения к виртуальной сети. Михаил Анатольевич Райтман в книге 2017 года «Искусство легального анонимного и безопасного доступа к ресурсам Интернета» подчёркивает, что «сеть Psiphon поддерживает анонимный веб-сёрфинг и ведение блогов, но не подходит для чатов и VoIP», а также о том, что при возникновении проблем с соединением следует «перезапустить программу с правами администратора». Здесь же затрагивается недоступность решения на MacOS и IOS, что в последствии утратило актуальность. Затрагиваются также вопросы приватности и доступности Psiphon:
Второй недостаток Psiphon — в отличие от таких инструментов анонимности, как Tor, — в том, что она не гарантирует защиту ваших личных данных. Кроме того, некоторые блокировки Psiphon обойти не в состоянии — это зависит от вашего провайдера.
Несмотря на то, что трафик внутри сети Psiphon шифруется, информацию о том, что ваш компьютер подключен к серверам Psiphon, получить можно. Защиты от анализа трафика в сети Psiphon посторонними лицами также нет — хотя список серверов Psiphon постоянно меняется. Это означает, что при наличии соответствующих инструментов можно определить личность пользователя Psiphon и содержание его трафика.Райтман, Михаил Анатольевич, Книга «Искусство легального анонимного и безопасного доступа к ресурсам Интернета»
Недостатки приватности отмечены и в книге An Ethical Guide to Cyber Anonymity, называющей Psiphon «не лучшим выбором» с точки зрения анонимности. Затрагиваются также: использование распространённых протоколов, выдача данных cookie и посещений партнёрам Psiphon, ведение логов использования.